# The Human Centipede 2 (Full Sequence)
The Human Centipede 2 (Full Sequence) è un film del 2011 scritto e  diretto da Tom Six.
Film horror, sequel di The Human Centipede (First Sequence) e seconda pellicola della trilogia ideata e diretta dal regista olandese.

## Trama
Martin Lomax, sorvegliante di un parcheggio sotterraneo londinese, sta guardando The Human Centipede (First Sequence), un film da cui è ossessionato (in una scena lo si vede masturbarsi con il pene avvolto nella carta vetrata mentre guarda la pellicola) al punto da tenerne un album di appunti estremamente dettagliato e un centopiedi come animale domestico in un terrario. 
Il protagonista ha evidenti problemi mentali, causati dai passati stupri del padre (ormai in carcere), l'odio della madre e l'assunzione di pesanti farmaci prescritti dall'ambiguo Dr. Sebring (che ucciderà in seguito incontrandolo nel parcheggio dopo aver ricevuto del sesso orale da una prostituta e aver detto che il desiderio nascosto è di "sbattersi il ragazzo ritardato" riferendosi a Martin). Per giunta Martin e sua madre sono vittima delle vessazioni del loro vicino di casa, un violento energumeno che spesso li minaccia e molto frequentemente picchia Martin.
L'unico scopo di Martin è emulare il Dr. Josef Heiter (il chirurgo del primo film) e quindi unire alcune persone fra di loro, fra cui Ashlynn Yennie (una delle protagoniste del primo film, che incontra Martin pensando di essere portata sul set di un film di Tarantino), per ottenere il suo personale "centopiedi umano".
Si impadronisce quindi di un magazzino isolato e inizia a tramortire e rapire coloro che si trovano nel parcheggio in cui lavora.
Radunate dieci vittime (più tre decedute prematuramente) all'interno del magazzino, Martin esegue l'intervento con i mezzi che ha a disposizione, rompendo i denti degli sfortunati con un martello, tagliando loro i tendini e cucendo con una graffettatrice le bocche degli uni con gli ani degli altri. Somministra infine un forte lassativo a ogni individuo scatenando così il trasferimento di liquami da un corpo all'altro per accertarsi del successo dell'operazione. La deviazione mentale di Martin lo porta a stuprare la ragazza che fa da "coda" al centopiedi umano col pene avvolto nel filo spinato.
Delle tre persone decedute, una in realtà è ancora viva ed è una donna incinta che, in preda alle doglie, si rialza e riesce a scappare salendo su un'automobile; qui partorisce ma uccide il neonato schiacciandogli la testa con l'acceleratore che preme istericamente. Nel frattempo, approfittando della confusione, una delle vittime riesce a forza a staccarsi dal "centopiedi umano" ma Martin, furioso, la uccide sparandogli un colpo in testa insieme alle altre quattro persone ancora unite.
Ashlynn, unita all'altra metà del centipede, riesce a colpire i genitali di Martin e, conficcandogli un imbuto nel deretano, gli inserisce il centopiedi domestico. Martin, per tutta risposta, la pugnala al collo e barcolla fuori urlando.
Il film si conclude con Martin che sta guardando il finale di The Human Centipede (First Sequence) presso la sua postazione di lavoro, lasciandoci così un dubbio: quello che abbiamo visto è avvenuto o era solo l'immaginazione di Martin?.

## Distribuzione
Il regista Tom Six, parlando del film, ha affermato che il primo film serviva per fare familiarizzare il pubblico con l'idea del "centopiedi umano", mentre il sequel sarebbe stato molto più violento ed esplicito tanto da fare sembrare il precedente My Little Pony in confronto al seguito. L'intenzione del regista era di creare un metafilm incentrato sull'effetto copycat, idea rafforzata dalle stesse critiche ricevute che sostenevano la possibilità che qualcuno potesse realmente imitare quanto accade nella pellicola.
Oltre a essere ambientato nel Regno Unito, rispetto al film precedente, pone enfasi sul concetto di oscuro e sporco, che si associa al protagonista mentalmente disturbato, di bassa statura, obeso e asmatico, utilizzando il bianco e nero e riducendo al minimo i dialoghi in favore di strilli, piagnucolii e continui colpi di tosse. Inoltre, mentre il Dr. Heiter agiva in modo preciso e meticoloso basandosi sulla sua esperienza di medico, contrariamente Martin Lomax opera in modo grossolano e improvvisato tanto che la tagline del sequel, in antitesi con quella del primo film, pubblicizza la pellicola come "100% medicalmente inaccurata".
A scopo promozionale, durante la proiezione in anteprima del film al Fantastic Fest di Austin è stata allestita un'ambulanza all'esterno del cinema e sono stati messi a disposizione sacchetti per il vomito per ciascuna poltrona. Dopo la proiezione una donna si sarebbe realmente sentita male richiedendo il soccorso di due paramedici.

### Divieti
The Human Centipede 2 è stato proibito nel Regno Unito, con la commissione di censura che ha affermato: "Ci sono pochi tentativi di ritrarre ciascuna delle vittime nel film come qualcosa di diverso rispetto a oggetti da brutalizzare, degradare e mutilare per il divertimento e l'eccitazione del personaggio centrale, così come per il piacere del pubblico", aggiungendo inoltre che "pone un rischio reale, al contrario di uno fantasioso, che sia probabile che si verifichino danni ai potenziali spettatori". Nonostante la commissione avesse inizialmente sostenuto l'inutilità di eventuali tagli, alla fine il film ha ottenuto il nulla osta col divieto ai minori di 18 anni in seguito all'effettuazione di 32 tagli per la durata complessiva di 2 minuti e 37 secondi. Questi tagli riguardano scene di violenza sessuale, violenza esplicita e la possibilità di incorrere in reati di oscenità.
In Australia sono stati richiesti 30 secondi di tagli e il film è stato inizialmente proibito pure in Germania, mentre la versione in DVD è tuttora proibita in Nuova Zelanda.
Nel 2016 un insegnante di una scuola superiore del Tennessee, negli Stati Uniti d'America, è stato sospeso dopo avere proiettato in aula il film.

## Accoglienza
Rispetto al suo predecessore, il film ha ottenuto generalmente un'accoglienza più negativa. Sul sito aggregatore Rotten Tomatoes ha ottenuto il 29% delle recensioni professionali positive, con un voto medio di 3,28 su 10 basato su 82 critiche, mentre su Metacritic ha ricevuto una valutazione di 17 su 100, basata su 22 recensioni. Brad Miska di Bloody Disgusting lo ha definito ingegnoso e coraggioso e, nella sua esasperazione, manifesta palesemente che tutto ciò non corrisponde alla realtà. Il critico Roger Ebert, che non aveva assegnato alcuna stella al primo film della serie, ha valutato il sequel dandogli zero stelle e definendolo "riprovevole, sconcertante, brutto, senz'arte e un affronto a qualsiasi concetto, per quanto remoto, di decenza umana".

## Riconoscimenti
- 2011 - Fright Meter Award
  - Candidatura a Miglior attore a Laurence R. Harvey
  - Candidatura a Miglior trucco
- 2012 - CPH:PIX
  - Candidatura al Politiken's Audience Award a Tom Six
- 2012 - Fangoria Chainsaw Awards
  - Premio Peggior film
  - Candidatura a Miglior Limited-Release/Direct-to-Video Film
- 2012 - Golden Trailer Awards
  - Candidatura a Trashiest Trailer a IFC Films e a Kinetic

## Sequel
Nell'agosto 2011, Six già lavorava sul terzo film, che sarà intitolato The Human Centipede 3 (Final Sequence). Six ha rivelato che il film sarà molto diverso dai precedenti, e comincerà dal suo finale.  Le parti della trilogia formerebbero così un film continuo di circa quattro ore e mezza, esplicita metafora del centopiedi. Egli ha anche affermato che il terzo film risponderà ad alcune domande importanti, avrà uno strano lieto fine, e sarà l'ultimo della serie, in quanto lui non ha intenzione di fare altri film sul "centopiedi umano".